# 格里戈里耶夫卡
格里戈里耶夫卡（俄语：Григорьевка）是俄罗斯滨海边疆区米哈伊洛夫卡区的一個村莊，位於阿布拉莫夫卡河的左支流上。距離米哈伊洛夫卡区中心約26公里。

## 歷史
清朝時期，此地有一個叫「赵老背」的村鎮，曾是中國領土，後依據1858年的《璦琿條約》和1860年《北京條約》，此地隨外東北一起被割讓給了俄羅斯。